# Théorème de Riesz-Thorin

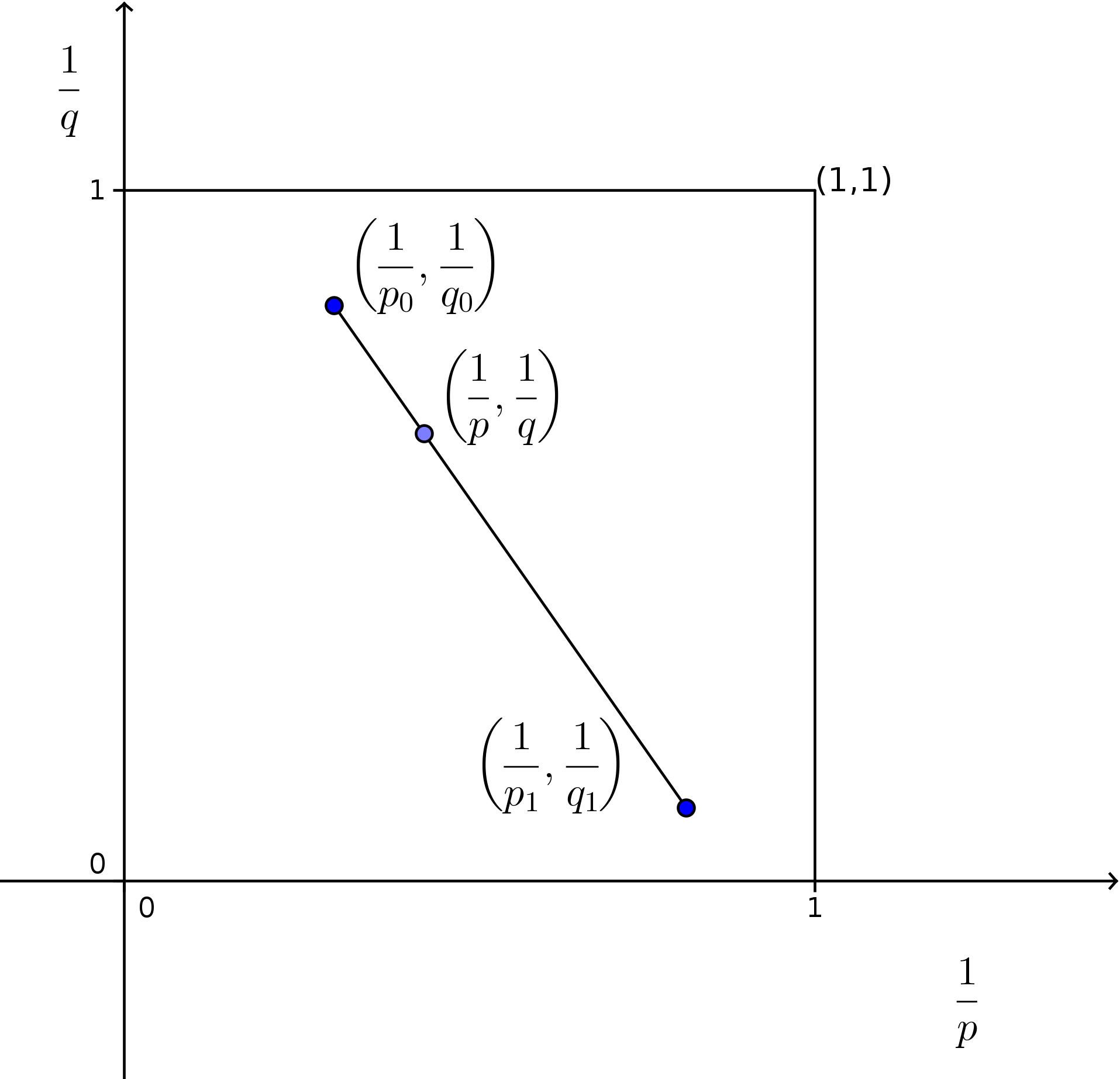
Représentation géométrique des exposants des espaces de départ et d'arrivée de l'opérateur interpolé par un point ayant pour coordonnées l'inverse de ces exposants.

En mathématiques, le théorème de Riesz-Thorin, souvent désigné sous le nom de théorème d'interpolation de Riesz-Thorin ou encore de théorème de convexité de Riesz-Thorin, est un résultat sur l'interpolation des opérateurs. Il est nommé d'après Marcel Riesz et son élève Olof Thorin (en).
Ce théorème délimite les normes d'applications linéaires définies entre deux espaces Lp. Son utilité réside dans le fait que certains de ces espaces ont une structure plus simple que d'autres, par exemple L2 qui est un espace de Hilbert, ou qu'ils offrent un cadre facilitant certains calculs, comme L1 et L∞. Par conséquent, on peut démontrer des théorèmes sur les cas les plus compliqués en commençant par les prouver dans deux cas simples, puis en utilisant le théorème de Riesz-Thorin pour passer des cas simples aux cas compliqués. Le théorème de Marcinkiewicz (en) est similaire, mais s'applique aux opérateurs quasi linéaires.

## Énoncés
Nous noterons ║T║A,B la norme d'un opérateur borné T : A → B, où A et B sont deux espaces vectoriels normés :
Théorème — 
Soient {\displaystyle \left(U,\mu \right)} et {\displaystyle \left(V,\nu \right)} des espaces mesurés, {\displaystyle \mu } et {\displaystyle \nu } étant des mesures positives sigma-finies. On considère les espaces de Lebesgue Lp(μ) et Lq(ν) de fonctions à valeurs complexes.
Soient p0, p1, q0, q1 ∈ [1, +∞] et T un opérateur linéaire de Lp0(μ) + Lp1(μ) dans Lq0(ν) + Lq1(ν), borné de Lp0(μ) dans Lq0(ν), de norme {\displaystyle M_{0}}, et de Lp1(μ) dans Lq1(ν), de norme {\displaystyle M_{1}}.
Alors, pour tous p, q ∈ [1, +∞] tels que le couple (1/p, 1/q) appartienne au segment [(1/p0, 1/q0), (1/p1, 1/q1)], T est aussi borné de Lp(μ) dans Lq(ν), de norme M satisfaisant l'inégalité suivante :
Remarques.
- Les relations qui donnent les exposants intermédiaires p et q sont illustrées géométriquement par la figure ci-dessus.
- Pour qu'un même opérateur soit défini sur deux espaces différents, il faut qu'il coïncide sur l'intersection des deux espaces. En général, on construit des opérateurs linéaires continus sur plusieurs espaces en commençant par les définir sur une partie dense de l'intersection de ces espaces ; ensuite on étend la définition aux espaces concernés, de façon unique, par prolongement linéaire continu.
- La conclusion du théorème peut se reformuler de la façon suivante. Pour {\displaystyle 1\leqslant p,q\leqslant \infty }, on dénote par {\displaystyle |T|_{p,q}} la norme d'une extension continue de {\displaystyle T} de Lp(μ) dans Lq(ν) si une telle extension existe, et +∞ sinon. Alors la fonction{\displaystyle (a,b)\mapsto \log \left(|T|_{1/a,1/b}\right)}est convexe dans le carré {\displaystyle \left[0,1\right]\times \left[0,1\right]}.

## Exemples d'applications

### Inégalité de Hausdorff-Young
Considérons l'opérateur de Fourier {\displaystyle T} qui à une fonction {\displaystyle f} définie sur le cercle unité associe la suite de ses coefficients de Fourier
{\displaystyle {\widehat {f}}(n)={\frac {1}{2\pi }}\int _{0}^{2\pi }\mathrm {e} ^{-\mathrm {i} nx}f(x)~\mathrm {d} x,\quad n=0,\pm 1,\pm 2,\dots .}
Le théorème de Parseval montre que {\displaystyle T} est borné de L2 vers {\displaystyle \ell ^{2}} de norme 1. D'autre part, il est clair que 
{\displaystyle |(Tf)(n)|=|{\widehat {f}}(n)|=\left|{\frac {1}{2\pi }}\int _{0}^{2\pi }\mathrm {e} ^{-\mathrm {i} nt}f(t)~\mathrm {d} t\right|\leqslant {\frac {1}{2\pi }}\int _{0}^{2\pi }|f(t)|~\mathrm {d} t}
de sorte que {\displaystyle T} est borné de L1 dans {\displaystyle \ell ^{\infty }}, de norme 1. Par conséquent, nous pouvons invoquer le théorème de Riesz-Thorin et ainsi obtenir que, pour tout 1 < p < 2 , {\displaystyle T}, en tant qu'opérateur de Lp dans {\displaystyle \ell ^{q}}, est borné de norme 1, où
{\displaystyle {\frac {1}{p}}+{\frac {1}{q}}=1.}
Ceci se traduit par l'inégalité suivante :
{\displaystyle \left(\sum _{n=-\infty }^{\infty }\left|{\widehat {f}}(n)\right|^{q}\right)^{1/q}\leqslant \left({\frac {1}{2\pi }}\int _{0}^{2\pi }\left|f(t)\right|^{p}~\mathrm {d} t\right)^{1/p}.}
Il s'agit de l'inégalité de Hausdorff-Young (en).  

### Opérateurs de convolution
Soit {\displaystyle f} une fonction intégrable fixe et soit {\displaystyle T} l'opérateur de convolution associé à {\displaystyle f}, c'est-à-dire que pour chaque fonction {\displaystyle g},
{\displaystyle Tg=f\ast g.}
Il est bien connu que {\displaystyle T} est borné de L1 dans L1 et il est trivial qu'il est borné de L∞ dans L∞ (les deux bornes sont {\displaystyle \|f\|_{\mathrm {L} ^{1}}}). Par conséquent, le théorème de Riesz-Thorin donne
{\displaystyle \|f\ast g\|_{\mathrm {L} ^{p}}\leqslant \|f\|_{\mathrm {L} ^{1}}\|g\|_{\mathrm {L} ^{p}}.}
En gardant cette inégalité, nous échangeons l'opérateur et l'opérande, ou en d'autres termes, nous pensons {\displaystyle S} comme l'opérateur de convolution avec {\displaystyle g}, et nous obtenons que {\displaystyle S} est borné de L1 dans Lp. En outre, puisque {\displaystyle g} est dans Lp nous obtenons, compte tenu de l'inégalité de Hölder, que {\displaystyle S} est borné de Lq dans L∞ où, à nouveau, {\displaystyle 1/p+1/q=1}. Ainsi, nous obtenons par interpolation l'inégalité de Young pour la convolution :
{\displaystyle \|f\ast g\|_{\mathrm {L} ^{s}}\leqslant \|f\|_{\mathrm {L} ^{r}}\|g\|_{\mathrm {L} ^{p}}}
où la relation entre p, r et  s est
{\displaystyle {\frac {1}{r}}+{\frac {1}{p}}=1+{\frac {1}{s}}.}

## La contribution de Thorin
La démonstration originelle de ce théorème, publié en 1926 par Marcel Riesz, était un calcul long et difficile. Olof Thorin (en), un étudiant de Riesz, a par la suite découvert une démonstration beaucoup plus élégante et publié en 1939. À peu de chose près, c'est cette démonstration qui est exposée ci-dessus avec l'introduction de la fonction analytique bornée {\displaystyle F} qui satisfait un principe du maximum sur une bande complexe et dont le maximum sur chacun des bords de la bande correspond à la norme de l'opérateur dans chacune des deux configurations que l'on cherche à interpoler. Le mathématicien anglais J. E. Littlewood a fait référence avec enthousiasme à la démonstration de Thorin comme « l'idée la plus impudente en mathématiques ».
Dans les années 1960, Alberto Calderón a adapté et généralisé les idées de Thorin pour développer
la méthode d'interpolation complexe.
Supposons que {\displaystyle A_{0}} et {\displaystyle A_{1}} soient deux espaces de Banach qui sont inclus, par une injection continue dans un espace approprié plus grand.
Pour chaque {\displaystyle t} avec {\displaystyle 0<t<1}, la méthode de Calderón permet de construire une famille de nouveaux espaces de Banach {\displaystyle A_{t}}, qui sont « entre » {\displaystyle A_{0}} et {\displaystyle A_{1}} et qui satisfont la propriété « d'interpolation », à savoir que chaque opérateur linéaire {\displaystyle T} borné sur {\displaystyle A_{0}} et sur {\displaystyle A_{1}} est aussi borné sur chacun des espaces d'interpolation complexe {\displaystyle A_{t}}.
Les espaces de Calderón ont de nombreuses applications. Voir par exemple : « Espace de Sobolev ».

## Théorème de Mityagin
B. Mityagin a étendu le théorème de Riesz-Thorin. Nous formulons l'extension dans le cas particulier des espaces de suites avec des bases inconditionnelles :
Supposons que {\displaystyle \|A\|_{\ell ^{1},\ell ^{1}}\leqslant M} et que {\displaystyle \|A\|_{\ell ^{\infty },\ell ^{\infty }}\leqslant M}.
Alors {\displaystyle \|A\|_{X,X}\leqslant M} pour tout espace de Banach de suites {\displaystyle X} inconditionnel (c'est-à-dire tel que, pour toute suite {\displaystyle (x_{i})\in X} et toute suite {\displaystyle (\epsilon _{i})\in \{-1,+1\}^{\infty }}, {\displaystyle \|(\epsilon _{i}x_{i})\|_{X}=\|(x_{i})\|_{X}}).
La démonstration est basée sur le théorème de Krein-Milman.